# ایوان بورنیون
ایوان بُرنی‌یُن (به فرانسوی: Yvan Bourgnon) (۶ ژوئیه ۱۹۷۱) جهانگرد و ناخدای سویسی‌فرانسوی زادهٔ لشُ دُ فُند است. بُرنی‌یُن رکوردهای گونه‌گونی در زمینهٔ دریانوردی و مسابقاتِ مربوط به آن دارد.

## دریانوردیِ انفرادی
وی از اکتبر ۲۰۱۳ تا ژوئنِ ۲۰۱۵ تلاش کرد تا جهان را به‌شکلِ ماجراجویانه و بدونِ جی‌پی‌اِس و هیچ ابزارِ مدرنِ دیگری، با قایقی کوچک و به‌شکلِ سنتی بپیماید اما پس از گذر از اقیانوسِ اطلس و اقیانوسِ آرام درحالیکه از بالی گذشته بود و بسوی سریلانکا می‌راند، شرایطِ دریا رو به وخامت گذاشت و در تاریخ یکمِ اوت در پیِ خواب‌آلودگی قایق‌اش را به صخره‌ها کوبید که در نتیجهٔ آن، قایق غرق شد اما خودش زنده ماند.

## زندگی
وقتی وی تنها هشت سال داشت، با پدر و مادرِ خود به یک تورِ جهانیِ دریانوردی رفت که نزدیک به چهار سال به درازا کشید. پس از آن هم بهمراهِ خانواده و برادرش به لوآر آتلانتیک برای زندگی رفتند.